# تپه رحیم
تپه رحیم مربوط به سده‌های اولیه دوران‌های تاریخی پس از اسلام است و در شهرستان خدابنده، بخش سجاسرود، روستای سجاس واقع شده و این اثر در تاریخ ۷ مهر ۱۳۸۱ با شمارهٔ ثبت ۶۲۱۰ به‌عنوان یکی از آثار ملی ایران به ثبت رسیده است.